# Mutsumi Ueda
Mutsumi Ueda –en japonés, 植田 睦, Ueda Mutsumi– (25 de enero de 1972) es una deportista japonesa que compitió en judo.
Ganó una medalla de bronce en el Campeonato Mundial de Judo de 1991, y una medalla de plata en el Campeonato Asiático de Judo de 1991. En los Juegos Asiáticos de 1990 consiguió una medalla de oro.

## Palmarés internacional
| Campeonato Mundial  | Campeonato Mundial | Campeonato Mundial | Campeonato Mundial |
| Año                 | Lugar              | Medalla            | Categoría          |
| ------------------- | ------------------ | ------------------ | ------------------ |
| 1991                | Barcelona (España) | Medalla de bronce  | –52 kg             |
| Juegos Asiáticos    |                    |                    |                    |
| Año                 | Lugar              | Medalla            | Categoría          |
| 1990                | Pekín (China)      | Medalla de oro     | –52 kg             |
| Campeonato Asiático |                    |                    |                    |
| Año                 | Lugar              | Medalla            | Categoría          |
| 1991                | Osaka (Japón)      | Medalla de plata   | –52 kg             |